# Tango, no me dejes nunca
Tango, no me dejes nunca es una película que tuvo el título alternativo de Tango, coproducida por Argentina y España en 1998, escrita y dirigida por Carlos Saura. Fue protagonizada por Miguel Ángel Solá y Mía Maestro. Contó con la participación de Cecilia Narova, Juan Luis Galiardo y Juan Carlos Copes.
La fotografía estuvo a cargo por Vittorio Storaro y la música compuesta por Lalo Schifrin. Su estreno fue el 6 de agosto de 1998 en Argentina y 25 de septiembre del mismo año en España. La película fue la cuarta en recibir una nominación en el Óscar a la mejor película de habla no inglesa para Argentina.

## Argumento
La historia se centra en Buenos Aires, Mario Suárez, un director joven de teatro, vive encerrado en su apartamento, lamentandose y viviendo de una forma triste desde que su novia, Laura, decide terminar con el e irse.
Luego, Mario está decidido a buscar una distracción, y se lanza a su próximo proyecto, un musical sobre el tango. Una noche, durante una reunión con sus patrocinadores y amigos, conoce a una mujer joven y hermosa que estaba en la reunión, Elena, la novia de su jefe inversor Angelo, un turbio hombre de negocios con los bajos fondos.
Angelo le pide a Mario que escuche a Elena. Lo hace y este se siente inmediatamente cautivado por ella. Él decide proponer a Elena el papel principal de la obra y que esta ya no este participando en los coros.La historia comienza desarrolla entre ellos, pero el posesivo Angelo la ha seguido, y la amenaza con terribles consecuencias si ella lo deja, reflejando los propios sentimientos y acciones de Mario hacia Laura antes de que Elena entrara en su vida.
Los inversionistas no se sienten satisfechos con algunas de las secuencias de baile del proyecto de Mario. A ellos no les gusta una rutina que critica la violenta represión militar y la tortura del pasado. A Angelo se le ha dado una pequeña parte, que se toma muy en serio. Las líneas entre hecho y ficción comienzan a difuminarse: durante una escena en el musical mostrando a los inmigrantes recién llegados a Argentina, dos hombres luchan por el personaje interpretado por Elena. Ella está apuñalada. Sólo poco a poco nos damos cuenta de que su muerte no es real.

## Lanzamiento
La película se estrenó por primera vez el 6 de agosto de 1998 en Argentina. Llegó a Estados Unidos el 16 de diciembre de 1998 pero solo en cines.La película se estrenó en  Canadá, en el Festival internacional de cine de Toronto, el 15 de agosto de 1998. En agosto de 1999, Sony Pictures lanzó la película en formato DVD, incluyendo los subtítulos en inglés para países extranjeros.   

## Reparto
- Miguel Ángel Solá como Mario Suárez; un joven director de teatro que es abandonado por su novia, y más tarde se enamora de la prometida de su jefe.
- Mía Maestro como Elena Flores; una hermosa joven que está comprometida con Angelo, pero ella se enamora de Mario y es amenazada por su prometido al ver que esta estaba muy cerca de él.
- Cecilia Narova como Laura Fuentes; una joven que rompe noviazgo con Mario y produce su depresión.
- Juan Luis Galiardo como Angelo Larroca; prometido de Elena.
- Juan Carlos Copes como Carlos Nebbia; participante del proyecto de Mario.
- Carlos Rivarola como Ernesto Landi.
- Sandra Ballesteros como María Elman.
- Oscar Cardozo Ocampo como Daniel Stein.
- Enrique Pinti como Sergio Lieman.
- Julio Bocca como Julio Bocca.
- Martín Seefeld como Andrés Castro.
- Ricardo Díaz Mourelle como Waldo Norman.
- Antonio Soares Junior	 como Guardaespaldas 1 / Bailarín.
- Ariel Casas como Antonio.
- Carlos Thiel como  Ramírez.
- Nora Zinski como 	Mujer inversionista 1.
- Fernando Llosa como Hombre inversionista 1.
- Johana Copes como Profesora de danza.
- Silvia Toscano como bailarina y asistente de coreografía del Sr. J.Carlos Copes.
- Mabel Pessen como Mujer inversionista 2.
- Julio Marticorena	 como Hombre inversionista 2.
- Héctor Pilatti como Cantor.
- Roxana Fontan como Joven cantante.
- Eduardo Cutuli como Maestro de ceremonias.
- Néstor Marconi como Bandoneonista 1.
- Adolfo Gómez como Bandoneonista 2.
- Juanjo Domínguez como Guitarrista.
- Norberto Ramos como Pianista.
- Dante Montero como Guardaespaldas 2 / Bailarín.
- Ángela Ciccone como Palmira Fuentes.
- Fernando Monetti como Homero Fuentes.
- Ángel Coria como Asistente de coreógrafo / Bailarín.
- Sofía Codrovich como Ana Segovia.
- Mariano Moisello	 como  Ramos.
- Elvira Onetto como Maestra.
- Vito Melino como 	Padre de Larroca.
- Junior Cervila
- Lorena Yácono
- El Nuevo Quinteto Real.
  - Horacio Salgán como Pianista.
  - Ubaldo De Lío como Guitarrista.
  - Oscar Giunta  como Contrabajista.
  - Antonio Agri  como Violinista.

## Reconocimiento
| Categoría        | Persona                                       | Resultado |
| ---------------- | --------------------------------------------- | --------- |
| Mejor fotografía | Vittorio Storaro                              | Candidato |
| Mejor sonido     | Jorge Stavropulos Carlos Faruolo Alfonso Pino | Ganadores |

| Categoría             | Persona          | Resultado |
| --------------------- | ---------------- | --------- |
| Mejor película        | Mejor película   | Candidata |
| Mejor director        | Carlos Saura     | Candidato |
| Revelación femenina   | Mía Maestro      | Candidata |
| Mejor fotografía      | Vittorio Storaro | Ganador   |
| Mejor montaje         | Julia Juaniz     | Candidata |
| Mejor escenografía    | Emilio Basaldúa  | Candidato |
| Mejor música original | Lalo Schifrin    | Candidato |

| Categoría        | Persona          | Resultado |
| ---------------- | ---------------- | --------- |
| Mejor fotografía | Vittorio Storaro | Ganador   |
| Mejor música     | Lalo Schifrin    | Ganador   |

Otros premios
- 1998 - Festival de Cannes, Grand Prix Technique/Gran premio técnico para Vittorio Storaro.
- 1999 - American Choreography Awards, Logro destacado en largometraje para Juan Carlos Copes, Carlos Rivarola  y Ann Maria Stekelman.
- 1999 - San Diego Film Critics Society Awards, Mejor película extranjera para Carlos Saura.
- 1998 - Madridimagen, premio de audiencia para Carlos Saura y Mejor fotografía para Vittorio Storaro.
- 1999 - Italian National Syndicate of Film Journalists, Mejor fotografía para Vittorio Storaro.

Otras nominaciones
- 1998 - Premios Oscar a la Mejor Película de Habla no Inglesa.[3]
- 1998 - Premios Globo de Oro a la Mejor Película de Habla no Inglesa.
- 1998 - Camerimage,  Premio Rana de Oro para Vittorio Storaro.
- 1999 - Premios Cinematográficos José María Forqué, Premio a la Mejor Película.
- 1999 - Motion Picture Sound Editors, Estados Unidos, Premios al Mejor Sonido, Mejor Música, Mejor Musical (locales y extranjeros).